# Sudan
För andra betydelser, se Sudan (olika betydelser).
Sudan (arabiska: السودان, as-Sūdān) eller Nordsudan, officiellt Republiken Sudan (arabiska: جمهورية السودان, Jumhūrīyat as-Sūdān), är ett land i Nordafrika, som ofta även anses vara en del av Mellanöstern.
Landet gränsar till Egypten i norr, Röda havet i nordost, Eritrea och Etiopien i öster, Sydsudan i söder, Centralafrikanska republiken i sydväst, Tchad i väst och Libyen i nordväst. Sudan är Afrikas till ytan tredje största land. Nilen rinner tvärs igenom landet och delar det i en östlig och en västlig del.
Befolkningen i Sudan är en kombination av inhemska nilo-sahariskt-talande afrikaner och ättlingar till invandrare från Arabiska halvön. På grund av arabiseringsprocessen dominerar idag arabisk kultur i Sudan och majoriteten av befolkningen i Sudan är muslimer.
Sudans historia sträcker sig från antiken och är intimt sammanflätad med Egyptens historia. I modern tid utstod landet ett sjutton år långt inbördeskrig, det första sudanesiska inbördeskriget (1955–1972), följt av etniska, religiösa och ekonomiska konflikter mellan det muslimsk-arabiska och arabiserade norra Sudan och mestadels animistiska och kristna niloter i Sydsudan. Detta ledde till andra sudanesiska inbördeskriget år 1983. 
Efter fortsatta politiska och militära stridigheter övertogs makten år 1989 i en oblodig statskupp av överste Omar al-Bashir varefter han utropade sig själv till Sudans president.
Inbördeskriget upphörde i samband med undertecknandet av Naivashaavtalet som gav autonomi för vad som då var  landets södra region. Efter en folkomröstning i januari 2011 utträdde Sydsudan ur Sudan den 9 juli 2011 och detta skedde med samtycke av Sudans dåvarande president al-Bashir.

## Namn
Under medeltiden använde arabiska geografer termen Bilad as-Sudan, vilket betyder de svartas land, för att referera till området söder om Sahara. Namnet är således arabiskt.

## Historia

### Äldre historia
Området som utgör Sudan var bebott redan 30 000 år f.kr. Ungefär 3000 år f.kr. erövrades det som då kallades för övre Nubien av Egypten i jakt på byggmaterial och slavar.
Under antiken uppstod riket Kush i norra Sudan, som då var ett mäktigt rike som hade stor handel med Egypten. Mellan åren 1500 och 1000 f.kr. var Kush en egyptisk provins men senare tog Kush i stället makten över Egypten och formade landets 25:e dynasti (ca 722–655 f.Kr.). Egyptens kulturella och religiösa inflytande var under perioden stark. Exempelvis lät de kushitiska kungarna bygga pyramider.
I mitten av 500-talet var Nubien uppdelat i tre kungariken, och under den tiden blev dessa kristna.

### 1800-talet och tidigt 1900-tal
Muhammed Ali av Egypten erövrade Sudan år 1821 efter att en armé under ledning av hans son anfallit landet. Under den här perioden anlades också staden Khartoum.
I syfte att minimera det västerländska inflytandet och upprätta en muslimsk stat  startade 1891 den politiska och religiösa rörelsen Mahdistupproret under ledning av Muhammed Ahmed.  Mahdistupproret besegrades dock år 1898 av Egypten och Storbritannien.
Mellan åren 1899 och 1956 styrdes Sudan, kallat Anglo-egyptiska Sudan, av Egypten och Storbritannien gemensamt. Anglo-egyptiska Sudan leddes av en brittisk generalguvernör samt Sudan political service.

### Modern historia

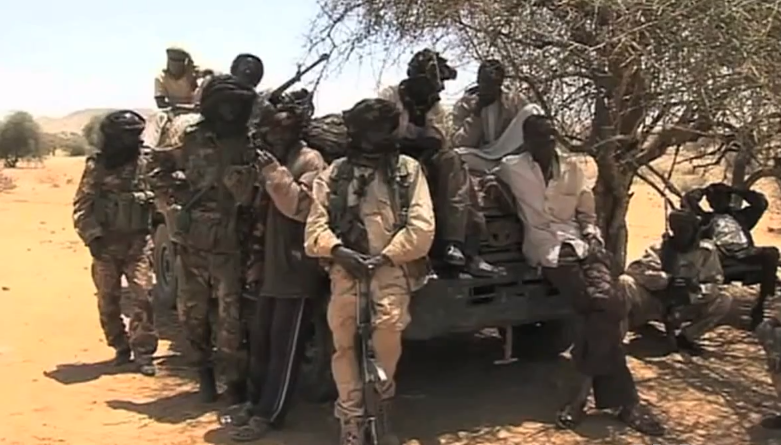
Regeringssoldater i Darfur.

Ett anglo-egyptiskt avtal år 1953 gav Sudan inre självstyre under tre år och dessutom skulle de brittiska styrkorna dras tillbaka. Samma år hölls landets första val, vilket vanns av National Unionist Party (NUP) och partiets ledare Ismail al-Azhari. Al-Hazari bildade regering år 1954 och blev Sudans förste premiärminister.
Den 1 januari 1956 blev Sudan en självständig stat. Redan vid tiden för självständigheten pågick krig mellan norra och södra delen av Sudan, vilket bland annat grundade sig på den skillnad som under perioden som anglo.egyptiska Sudan, gjordes mellan norra och södra delen av landet.
Sudan var formellt en demokrati fram till år 1969, då militären övertog makten i en kupp och Jaafar al-Nimeiry behöll sedan makten fram till år 1985 då han avsattes. Under al-Nimeirys tid vid makten utvecklades en hård diktatur med muslimska sharialagar. Inbördeskriget blossade åter upp år 1983. Efter att al-Nimeiry avsatts hölls ett parlamentsval år 1986 som vanns av Ummah-partiet och Sadiq Al-Mahdi tillträdde som premiärminister. Efter ännu en militärkupp år 1989 avsattes premiärministern, och Omar Hassan Ahmad al-Bashir tog makten.
Inbördeskriget mellan norra och södra Sudan upphörde efter fredsförhandlingar år 2005, men samtidigt som förhandlingarna pågick blossade ett nytt inbördeskrig, Darfurkonflikten, upp som kommit att handla om kontrollen över vatten, olja och resurser. Under år 2004 och 2005 var även Tchad inblandade i konflikten. År 2005 slöts ett fredsavtal och år 2007 gick FN in med sin styrka och kompletterade Afrikanska unionens styrka som redan fanns på plats.
En folkomröstning om självständighet i Sydsudan hölls i januari 2011 och  98,83 procent röstade då för en delning.
Striderna fortsatte dock och i juni 2011 pågick fortfarande strider i gränsområdet Abyei med runt 100 dödsfall. Samtidigt undertecknades Dohaavtalet som garanterade regionen Darfur viss autonomi, mot att ingen folkomröstning om självständighet skulle hållas där.
Den 21 juni 2011 gjordes en överenskommelse mellan de blivande grannländerna i norra och södra Sudan om att upprätta en demilitariserad zon i ett gränsområde.
Under den arabiska våren spred sig protesterna till Sudan. I februari 2011 greps en oppositionsledare och unga i norra Sudan genomförde ett antal protester mot stigande matpriser och brott mot mänskliga rättigheter. Den 9 juli 2011 delades Sudan upp i två stater då södra delen av landet utropade sig som en självständig stat med namnet Sydsudan. Efter Sydsudans frigörelse från Sudan, fortsatte dock gerillans strider mot Sudans armé i delstaterna Södra Kordofan och Blå Nilen.
I april 2019 genomförde militären en kupp och tvingade president Omar al-Bashir att lämna ifrån sig makten. al-Bashir hade då lett Sudan i 30 år efter att han år 1989 tagit makten i en militärkupp som avsatte den demokratiskt valde presidenten Sadiq al-Mahdi. År 1993 tillträdde al-Bashir som president. al-Bashir var efterlyst av internationella brottmålsdomstolen (ICC) misstänkt för krigsförbrytelser och folkmord i regionen Darfur.
I december 2020 tog USA bort Sudan från sin lista över länder som stödjer terrorism. Som en del av avtalet hade Sudan betalat 335 miljoner dollar, då motsvarande 3 miljarder kronor, för att kompensera amerikanska offer och deras anhöriga, efter två terrordåd där hundratals personer dödades i bombattentat mot USA:s ambassader år 1998, samt en attack mot den amerikanska jagaren USS Cole utanför Jemens kust år 2000. Beslutet om att lyfta sanktionerna innebar att Sudan, som befann sig i ekonomisk kris, bland annat kunde söka internationella lån och skuldlättnader. Efter att al-Bashir avsattes 2019 påbörjade landet något som var planerat att bli en övergångsperiod med blandat civilt och militärt styre fram till år 2022. Under perioden skulle landet ledas enligt en tillfällig konstitution av ett suveränitetsråd. I oktober 2021 skedde dock en militärkupp och det planerade valet år 2022 flyttades fram och planerades till år 2023.
Den militärjunta som tog vid i oktober 2021 leddes av general Abdel Fattahal-Burhan och general Mohamed Hamdan Dagalo vilka till en början lovade att dela makten under en övergång mot ett demokratiskt Sudan. En maktkamp mellan de två generalerna om det militära styret urartade i våldsamheter 15 april 2023.

## Geografi

Karta över Sudan efter delningen från Sydsudan år 2011.

### Topografi
Stora delar av Sudan utgörs av ett par hundra meter högt bäckenområde täckt av sand- och klippöknar. Landets höglandsområden finns huvudsakligen nära landets gränser mot Tchad men även mot Etiopien, och mot Tchad finns även unga vulkaner.
I östra Sudan finns lerslätter och i norr finns nubiska öknen och dess torrområden. Mot Röda havet finns en smal kustslätt och innanför den reser sig förkastningsbranter upp till 2 200 m.ö.h.

### Hydrografi
Landskapet präglas av Nilen, som i flera grenar flyter från söder mot norr; Vita Nilen från Sydsudan och Blå Nilen från Etiopiens högländer.

### Klimat
Klimatet i Sudan växlar från ökenklimat i nordväst, stäppklimat i nordöst, till savannklimat i söder. 
Medeltemperaturen varierar mellan 23 °C och 34 °C, men är lägre i högländerna där temperaturen kan falla under 20 °C i januari och februari. 
I norr är den årliga nederbörden nästan obefintlig, men i mellersta och södra delarna av landet infaller dock regnperiod under sommarhalvåret.

### Växt- och djurliv

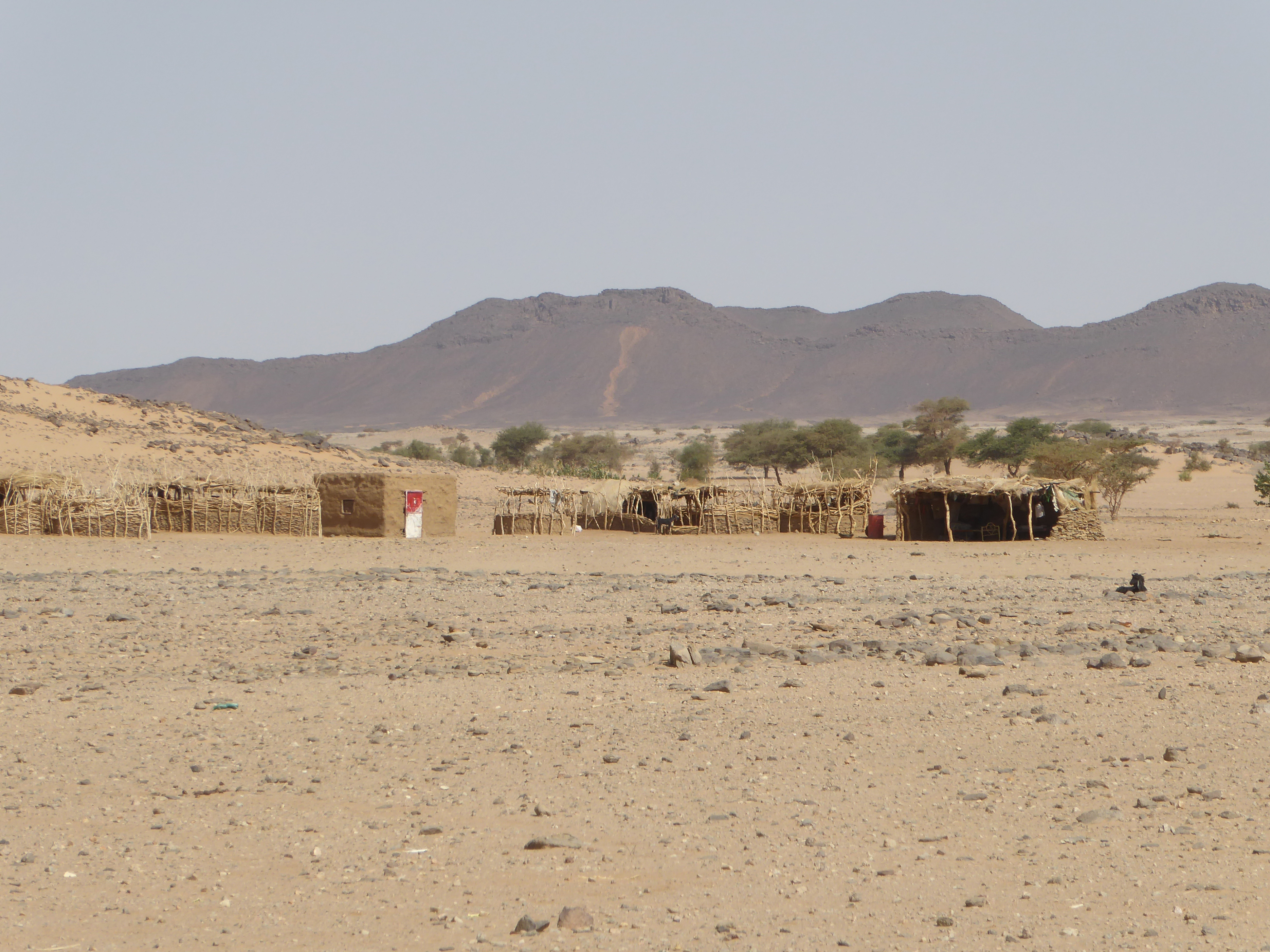

I norra delen av landet, där det är öken, består vegetationen nästan enbart av ettåriga arter. De södra delarna består av savanner och halvöken med buskage och enstaka lövfällande träd. Savannerna domineras av gräs, akacior och kaprisväxter. Vid kusten längs Röda havet finns bland annat mangrove och verbenaväxter.
Djurlivet är anpassat till de olika klimatzonerna. Norra Sudans djurliv påminner om Egyptens, men det kompletteras av bland annat vilda sälar, oryx och flera arter gaseller. På den sudanska savannen finns elefanter, giraffer och lejon, även om fått deras population har minskat, och där finns också flera olika apor bland annat anubisbabian och husarapa. Fler än 1 000 fågelarter har observerats i landet, även om vissa arter är besökare från Europa och Asien. I de större vattendragen finns både nilkrokodil och flodhäst. Det finns gott om mygg och flugor och i södra delen av Sudan förekommer även tsetseflugan.

### Naturskydd och miljöproblem
Några av Sudans miljöproblem är vattenföroreningar vilket ger en otillräcklig tillgång på dricksvatten. Dessutom råder vattenbrist samt periodisk torka. Vilda djurpopulationer hotas av omfattande jakt. Det är även problem med jorderosion, ökenspridning, avskogning samt förlust av biologisk mångfald.
År 2012 fanns fyra nationalparker i Sudan.

## Styre och politik

### Författning och styre
Sudan har en tillfällig konstitution som gäller tills att den upphävs eller ändras efter övergångsperioden 2019–2022.
Det politiska systemet är ett resultat av revolutionen under åren 2018–2019, då president Omar Hassan Ahmad al-Bashir avsattes och en övergångsperiod 2019–2022 inleddes. Under övergångsperioden har landet ingen president utan leds istället av ett suveränitetsråd bestående av elva medlemmar. Enligt den tillfälliga konstitutionen, som ersätter den tidigare tillfälliga konstitutionen från år 2005, är landet en oberoende, suverän, demokratisk, parlamentarisk, pluralistisk, decentraliserad stat. Den tillfälliga konstitutionen undertecknades den 4 augusti 2019 av det militära övergångsrådet och Forces for Freedom and Change, vilka är de  två viktigaste partierna som bildades i samband med revolutionen.
Efter militärkuppen hösten 2021 bildade militären ett nytt suveränitetsråd. Detta leds av en general och där inkluderas inte några medlemmar från Forces of Freedom and Change. Detta suveränitetsråd saknar också deras stöd liksom det saknar stöd från många andra civil grupper och politiska partier.

### Administrativ indelning

Stater i Sudan. Lägg märke till Hala'ibtriangeln som har varit under egyptisk administration sedan år 2000. Både Sudan och Egypten gör anspråk på den.

Sudan är sedan 2011 indelat i 18 delstater (wilayat):
Blå Nilen, Centrala Darfur, Östra Darfur, Gedaref, Gezira, Kassala, Khartoum, Norra Darfur, Norra Kordofan, Norra, Röda havet, Floden Nilen, Sennar, Södra Darfur, Södra Kordofan, Västra Darfur, Västra Kordofan, Vita Nilen.
I oktober 2020 undertecknades ett fredsavtal i ett försök att lösa Darfurkonflikten och detta inkluderade ett protokoll för att omstrukturera landets 18 provinser/stater till åtta regioner. Bland annat ska Darfur, som sedan år 1994 varit uppdelade i flera regioner, i framtiden vara en enad region.
Varje delstat administreras av en guvernör.

### Politik
Sedan självständigheten har politiken dominerats av konflikter mellan norra och södra Sudan och av Darfurkonflikten. Flera militärkupper har skett och rättssystemet och styret har i stor utsträckning varit auktoritärt och islamiserat. När övergångsregimen tog över år 2019 hystes hopp om en positiv utveckling i landet då bland annat flera kontroversiella lagar upphävdes, förbud mot könsstympning infördes och det meddelades att demokratiska val skulle hållas inom några år.

### Rättsväsen
Efter överenskommelsen om den tillfälliga ledningen av landet, styrs rättsväsendet av det högsta rättsliga rådet. Detta råd ska välja president och författningsdomstolens ledamöter, samt dessutom välja ordförande och domare i Högsta domstolen.
Den traditionella lagstiftningen har en viktig roll i både norra och södra Sudan. De civila domstolarna hanterar civila brott och de militära domstolarna hanterar brott mot militära lagar då dessa begås av armén, polisen eller säkerhetstjänsten.
Även om ett maktskifte skedde i landet under slutet av 2010-talet, kvarstår i början av 2020-talet mycket arbete tills Sudan får ett oberoende rättsväsen. Övergångsregeringen har under slutet av 2010-talet meddelat avsikt att reformera rättssystemet så att det följer internationella standarder.

### Internationella relationer
Efter att Sydsudan år 2011 blev en självständig stat, har relationerna länderna emellan varit frostig även om de är ömsesidigt beroende av varandra bland annat på grund av oljeproduktion och transport av oljan. Både FN och Afrikanska unionen har varit inblandade i försöken att hitta en lösning.
Sudan suspenderas i tre månader efter 2019 års militärkupp från Afrikanska unionen. Efter en ny militärkupp i oktober 2021 suspenderas landet återigen. År 2020 avslutades FN:s och Afrikanska unionens gemensamma militära insats, UNAMID, i Sudan efter att ha funnits I landet sen år 2007. Därefter övergick de internationella insatserna i landet i en ny fas.
År 2022 hade Sudan engagemang och medlemskap i följande internationella organisationer: ABEDA, ACP, Afrikanska utvecklingsbanken, AFESD, AMF, Afrikanska unionen, CAEU, COMESA, FN:s livsmedels- och jordbruksorganisation- FAO, G-77, Internationella atomenergiorganet, IBRD, ICAO, Internationella brottmålsdomstolen (ICC), ICRM, IDA, IDB, Internationella fonden för jordbruksutveckling, IFC, IFRCS, IGAD, Internationella arbetsorganisationen, Internationella valutafonden, IMO, Interpol, IOC, IOM, IPU, ISO, ITSO, ITU, LAS, MIGA, NAM, OIC, OPCW, PCA, Förenta nationerna, FN:s konferens om handel och utveckling (UNCTAD), UNESCO, UNHCR, UNIDO, Världsturismorganisationen (UNWTO), UPU, WCO, WFTU (NGOs), Världshälsoorganisationen, WIPO, WMO, Världshandelsorganisationen (observatörsland).

## Ekonomi och infrastruktur

### Näringsliv
| Sektor   | Andel av BNP  | Andel av arbetskraften |
| -------- | ------------- | ---------------------- |
| Jordbruk | 39,6 % (2017) | 80 % (1998)            |
| Industri | 2,6 % (2017)  | 7 % (1998)             |
| Service  | 57,8 % (2017) | 13 % (1998)            |

#### Energi och råvaror
År 2019 hade 47 % av befolkningen tillgång till elektricitet, och i urbana områden var tillgången högre än på landsbygden. 
År 2016 kunde Sudan sörja för sin egen elförbrukning, men ingen energi exporterades. Samma år producerades 44 % av energin av fossila bränslen, 51 % kom från vattenkraft och resterande från andra förnybara energikällor.
Landets naturtillgångar är bland annat petroleum, mindre mängder järnmalm, koppar, krommalm, zink, volfram, glimmer, silver, guld och vattenkraft. Alla mineralfyndigheter är dock inte exploaterade. År 2022 inkluderade de oexploaterade mineralerna guld, uran, kromit, gips, glimmer, marmor och järnmalm.

#### Industri
Sudans industri är år 2022 relativt liten och består i huvudsak av tillverkning och gruvdrift.
Landets industri domineras av bearbetning av livsmedelsprodukter. Sockerraffinering är en av de större verksamheterna, vilket även produktionen av vegetabilisk olja och tvål, rensning av bomull och produktion av bomullstextilier är. 
Övrig industri består bland annat av oljeraffinering samt tillverkning av skor, kemiska gödningsmedel och cement. Många fabriker är dock underutnyttjade och har en betydligt större kapacitet än vad som faktiskt nyttjas.

### Infrastruktur

#### Transporter
| Transportnät | Antal           | Varav                  |
| ------------ | --------------- | ---------------------- |
| Flygplatser  | 67 st (2020)    | 17 är asfalterade      |
| Järnväg      | 7251 km (2014)  |                        |
| Vägnät       | 31000 km (2019) | 8000 km är asfalterade |

Transportsystemet är underutvecklat och var i början av 2020-talet ett allvarligt hinder för ekonomisk tillväxt. Eftersom Sudan endast har ett större utlopp till havet är belastningen på övriga transportnät kraftig, i synnerhet på de statligt ägda järnvägarna och vägnätet.
Fram till 1980-talet användes i första hand järnvägen för att transportera varor, men under 1970- och 1980-talet gjordes stora investeringar i vägnätet samtidigt som järnvägens infrastruktur försummades vilket ledde till att allt mer varor transporterades med lastbilar och andra motorfordon.
Vägnätet består av både asfalterade och oasfalterade vägar, men större delen av vägnätet är oasfalterat. Port Sudan, söder om Suez, Egypten, är landets största hamn vid Röda havet.

#### Post, telefoni och Internet
Ungefär 30 % av Sudans befolkning har tillgång till Internet. Internetanvändarna finns företrädesvis bland den yngre generationen, och framförallt bland den urbana befolkningen. Internetanvändningen har ansetts vara viktig för landets väg mot demokratisering och för att den tidigare al-Bashir regimen störtades.

#### Utbildning och forskning
År 2018 var ungefär 61 % av befolkningen över 15 år läs- och skrivkunniga, och andelen bland män var högre än andelen bland kvinnor.
Grundskolan är i regel gratis och obligatorisk med start från sex års ålder. Grundskolan är åtta år och sekundärskolan är tre år.
I ungefär hälften av skolorna är undervisningen för flickor och pojkar separata.

#### Sjukvård, andra viktiga samhällstjänster
År 2019 lades 4,6 % av BNP på sjukvården.
I mitten på 1970-talet påbörjade hälsoministeriet ett  program för att öka tillgängligheten till primärvård i landet, och fokus skulle då ligga på förebyggande medicin. 
Programmet stötte dock på 1990-talet på problem i form av resursbrist liksom införandet av en diversifierad hälsovård där ansvaret skulle delas mellan statlig, federal och lokal nivå.
Tillgängligheten till hälso- och sjukvård är i hög grad beroende av var man befinner sig, då  landets fåtaliga läkare är koncentrerade till storstäder och större sjukhus.

## Befolkning

### Demografi
Befolkningstätheten i Sudan är som helhet låg och i norra Sudan är befolkningen främst koncentrerad till Nildalen. Befolkningstätheten är högre i södra Sudan, där vegetationen är rikare och tillgången till vatten högre. Större bosättningsområden finns runt Khartoum, sydost mellan floderna Blå och Vita Nilen, och genom hela södra Darfur.

#### Minoriteter
År 2021 beräknades ungefär 70 procent av befolkningen vara sudanesiska araber. Övriga folkgrupper är fur, beja, nuba och fallata.
Folkgruppen fur har bott i Sudan i tusentals år och då företrädesvis i området runt Darfur. Darfur betyder "Furernas hemland" och har fått sitt namn efter folkgruppen. År 2019 utgjorde fur cirka 70 procent av befolkningen i Darfur. Fur har också ett eget språk med samma namn. De är huvudsakligen muslimer men har behållit pre-muslimska traditioner. De kan delas in i tre huvudgrupper: kunjara, tunjara och daju.
Folkgruppen beja, även stavad beri, är även den indelad i undergrupper, där den största är zaghawa. De har traditionellt varit nomader som rört sig mellan Tchad och Sudan.

#### Migration
Sudan har haft långvariga flyktingproblem. Redan 2005, efter att inbördeskriget mellan norra och södra Sudan officiellt avslutats genom ett fredsavtal, fanns hundratusentals sudaneser i flyktingläger i närliggande länder, till det ska räknas alla internflyktingar som fortsatt befann sig i Sudan.
År 2019 fanns 1,8 miljoner internflyktingar i Sudan, dessutom fanns samma år mer än en miljon flyktingar från andra länder i Sudan.

### Språk
Engelska och arabiska är officiella språk. Andra talade språk är bland annat nubiska, ta bedawie och fur. Totalt talas över 30 språk tillhörande tre olika språkfamiljer i Sudan.
Arabiskan tillhör den afroasiatiska språkfamiljen och dominerar i landets norra delar, medan kushitiska beja (ta bedawie) talas vid kusten. Omotiska språk talas främst i sydöst vid gränsen mot Etiopien. Nilo-sahariska språk, dit även nubiskan hör, dominerar i söder och har ett stort språkkomplex. Bantuspråk talas främst längst i sydöst.

### Religion
Majoriteten av befolkningen är sunnimuslimer, men det finns också en kristen minoritet15%.

### Sociala förhållanden
År 2020 kriminaliserades könsstympning och nästan 90 % av kvinnorna var då könsstympade. Barnäktenskap och sexuellt våld är mycket vanligt. Situationen försvåras av lagstiftning samt traditionella och religiösa värderingar. Enligt UNICEF ansåg 53 % av kvinnorna i åldern 15-49 år i början av 2020-talet att kvinnlig könsstympning är en tradition som ska avslutas.
I slutet av 2010-talet förekom fortfarande människohandel, och dödsstraff kunde utdelas för homosexualitet.

### Hälsa
År 2020 beräknades 0,2 % av befolkningen vara smittad av hiv eller aids vilket motsvarade 49 000 personer. Samma år beräknas 2300 personer ha avlidit i aids.
År 2014 beräknades 33 % av alla barn under fem år vara underviktiga.

## Kultur

### Massmedier
År 2003 upphävdes officiellt presscensuren i Sudan, trots det har mediecensuren fortsatt.

#### Press och förlag
I Sudan ges ett 20-tal tidningar ut och dessa utges på engelska och arabiska. Antalet sålda tidningar minskar stadigt samtidigt som priserna för dessa ökar.

#### Radio och television
I Sudan finns ett flertal tv- och radiokanaler, både statliga och privata. I det fattiga Sudan är radio fortsatt den primära källan till informationsinhämtning och landet nås av både sudanesiska och utländska nyhetssändningar. Dessa rapporterar ofta om politiska nyheter och pågående strider.

### Konstarter

#### Musik och dans
Före militärkuppen år 1989 sändes landets musik, via radio, ut till andra länder och således kom Sudans arabiska musik att bli stilbildande på Afrikas horn. De sufiska ordnarna har alla egna musik- och danstraditioner, men gemensamt är att det muslimska inflytandet är starkt.
Sång och dans ackompanjeras av trummor och cymbaler. Folkgrupperna i den södra delen av Sudan har en större bredd av instrument som till exempel xylofoner, flöjter, trumpeter och lyror.

#### Arkitektur
Ruiner av pyramider, tempel och palats från antikens kungarike Kush finns i öknen i Sudans norra delar. Dessa ruiner är numera världsarv.

### Traditioner

#### Helgdagar och högtider
I Sudan firas både muslimska högtider, så som ʿĪd al-Aḍḥā, ʿĪd al-Fiṭr och profeten Muhammeds födelsedag, och kristna högtider, såsom jul och påsk. Utöver dessa firas även självständighetsdagen 1 januari samt National Salvation Revolution Day, 30 juni.

#### Matkultur
I södra delen av Sudan äts ofta fisk. En vanlig grönsak är bondbönor och bröd bakas ofta på durra eller majs  medan gröt görs av vete eller hirs. Soppa är en vanlig maträtt liksom olika stuvningar och grönsaksröror.

#### Kultursymboler och viktiga personligheter
I Sudan finns tre världsarv varav två är kulturella och ett är en nationalpark. Dessa är: Arkeologiska platser på ön Meroe som listades år 2011, Gebel Barkal och platserna i Napatan-regionen som listades år 2003 samt Sanganeb Marina Nationalpark och Dungonab Bay – Mukkawar Island Marina National Park som listades som ett världsarv år 2016.
Emtithal Mahmoud är världsmästare i slampoesi och ambassadör för UNHCR.

### Idrott
Fotboll en nationalsport och den enskilt största sporten i Sudan, och det finns fotbollsklubbar i hela landet. Under 1950- och 1960-talet dominerade Sudan och Egypten den afrikanska fotbollen. År 1957 var Sudan en av grundarna av African Football Confederation (CAF) och år 1970 vann Sudan Afrikacupen.
Den nationella olympiska kommittén  bildades år 1956 och erkändes av Internationella olympiska kommittén år 1959. Därefter har framgång rönts i bland annat Olympiska spelen i Peking 2008. Basketboll och friidrott är populärt, liksom löpning.

## Internationella rankningar
| Organisation                                | Undersökning                   | Rankning   |
| ------------------------------------------- | ------------------------------ | ---------- |
| Heritage Foundation/The Wall Street Journal | Index of Economic Freedom 2019 | 166 av 180 |
| Reportrar utan gränser                      | Pressfrihetsindex 2019         | 175 av 180 |
| Transparency International                  | Korruptionsindex 2018          | 172 av 180 |
| FN:s utvecklingsprogram                     | Human Development Index 2018   | 168 av 179 |